# アイガイオン (衛星)
アイガイオン（Saturn LIII Aegaeon）は、土星の第53衛星である。

## 発見と命名
2008年8月15日にNASAの土星探査機カッシーニにより撮影された画像からキャロライン・ポルコ率いる画像解析チームにより発見され、翌2009年3月3日に国際天文学連合のサーキュラーで公表された。仮符号は S/2008 S 1 である。その後2009年5月5日に、ギリシア神話に登場するヘカトンケイルの一つである、50の頭と100の腕を持つ巨人ブリアレオースの別名アイガイオーン (Ægæon) にちなんで命名され、Saturn LIII という確定番号が与えられた。

## 軌道と環
アイガイオンはヤヌスとミマスの間、土星の環のG環の明るい領域の中を公転しており、G環を構成するダストの主要な供給源だと考えられている。アイガイオンから放出されたダストは内縁付近に明るい弧状の構造(弧状環)を作り、それが拡散して環を形成する。
アイガイオンの軌道はミマスとの 7:6 の共回転離心率共鳴に入っており、この影響で軌道長半径がおよそ4年周期で 4 km ほど振動しており、またこれに対応して平均経度が数度変動している。

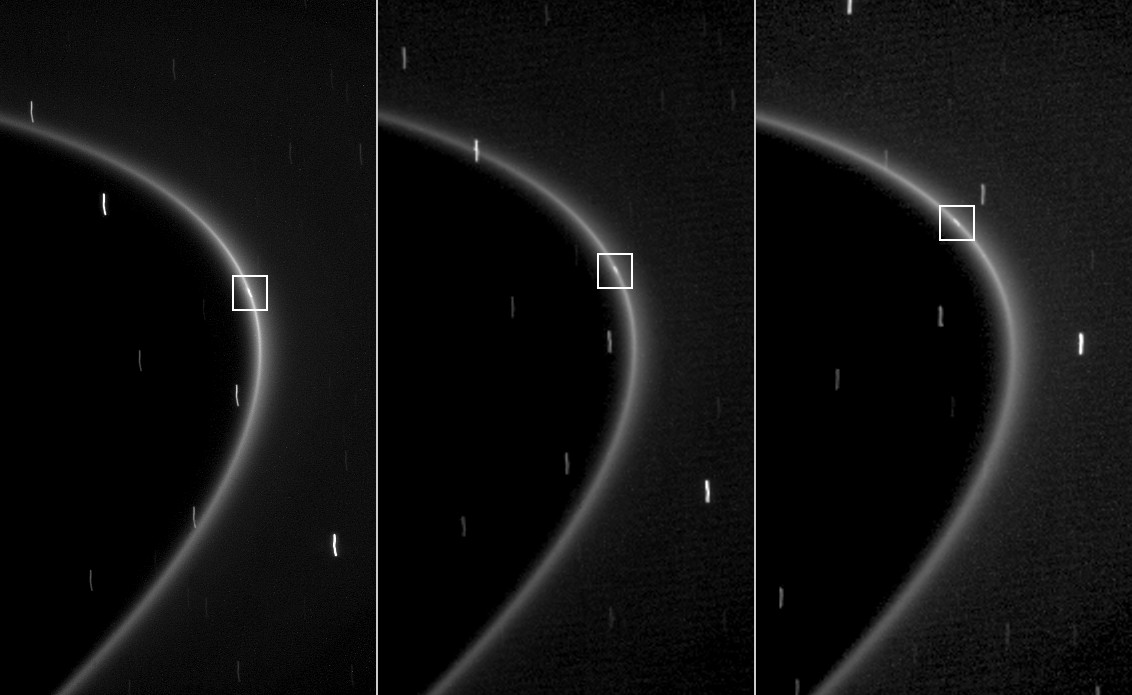
カッシーニが2008年に撮影したG環上を周回するアイガイオン（明るい点）。10分おきに撮影。
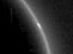
拡大図。2008年時点撮影。

## 物理的特徴
アイガイオンのサイズは 500 m 程度とこれまでに発見されている土星の衛星のなかで最も小さいサイズであり、非常に細長い形状を持つ。G環のアーク構造を構成するダスト粒子との相互作用に基づいてアイガイオンの質量が測定されており、平均密度は氷のものと近いことが示唆されている。
アイガイオンのアルベドは0.15未満であり、タイタンよりも内側を公転する土星の衛星の中では最も低い。これはG環を構成する暗い流星物質の影響か、もしくはアイガイオンが破壊されて氷が多い表面が剥ぎ取られ、岩石質の内部が露出していることが原因だと考えられている。また、メトネに似た滑らかな表面を持っていると考えられる。

## カッシーニによる探査
土星探査機カッシーニはアイガイオンから 20,000 km 以内の近距離を4回通過しているが、このうち3回は発見前であり、2008年に発見されてからの通過は1回のみである。発見前に最も接近したのは2005年9月5日であり、この時は 8,517 km の距離にまで接近していたことになる。発見後の2010年1月27日には 13,306 km にまで接近しており、これまでに最も解像度の高いアイガイオンの画像を取得することに成功している。2015年12月19日にも接近しているが、この時は画像を取得することができなかった。